# Siboglinum southwardae
Siboglinum southwardae är en ringmaskart som beskrevs av Gureeva 1981. Siboglinum southwardae ingår i släktet Siboglinum och familjen skäggmaskar. Inga underarter finns listade i Catalogue of Life.